# Guigo II
Guigo II, conocido en francés como Guigues II el Cartujo (1114-1193), fue en 1173  elegido por su piedad y sus grandes virtudes noveno prior de la Gran  Cartuja. Fue apodado el Ángel por su contemplación divina, poco atraído por los asuntos terrenales, dimitió en 1176. Su obra de referencia  L’échelle des moines (La escalera de los monjes) ha sido, desde la Edad Media, una de las bases de la Lectio divina

## Biografía
Guigo II fue un monje cartujo realizó copias de antiguos escritores cristianos y escribió de nuevas obras que han pasado a la tradición cartuja. Su ejemplar comportamiento virtuoso en la contemplación y su capacidad metódica para describir las reglas de la vida o de la oración le hicieron ser elegido Prior de la Gran Cartuja, donde sucedió a Basilio de Borgoña. Sus obras han tenido una amplia distribución, también fuera de Francia. Su obra de referencia es L’échelle des moines (La escalera de los monjes), donde presenta una subida de la tierra al cielo, un intercambio entre el hombre y Dios.
Define las cuatro etapas de la Lectio divina: lectura, meditación, oración, contemplación, un camino que todavía es propuesto en los tiempos modernos.

Cuatro etapas de la Lectio divina

Guigo II dimitió en 1176 como prior de la Gran Cartuja para encontrar la soledad y la contemplación del monje sin limitaciones terrenas. Antes de su dimisión, el Papa Alejandro III le envió una bula informándole que tomaba bajo su protección la Orden de los Cartujos . Algunos documentos fechan su muerte entre 1188 y 1193  .

## Publicaciones
- Guigues II le Chartreux. Lettre de Guigues II le Chartreux au frère Gervais sur la vie contemplative (en francés).
- Guigues II le Chartreux (1827). Traité de l'oraison mentale (en francés). Lyon: J.M. Barret. p. 35.
- Guigues II le Chartreux (1976). Lettre sur la vie contemplative (l'echelle des moines). douze méditations (en francés). Le Cerf. p. 231. ISBN 978-2-204-01524-0.
- Guigues II le Chartreux (1999). L'Échelle du Paradis (en francés). Parole Et Silence. p. 107. ISBN 978-2-911940-67-5.